# آنا چیچیرووا
آنا چیچیرووا (روسی: Анна Владимировна Чичерова؛ زادهٔ ۲۲ ژوئیهٔ ۱۹۸۲) یک ورزشکار دو و میدانی زاده ارمنستان اهل روسیه، قهرمان المپیک لندن است.